# Phoenix (БПЛА)
Phoenix — оперативно-тактичний розвідувальний безпілотний літальний апарат проведення спостереження в режимі реального часу.

## Опис
БПЛА виготовлений із композитних матеріалів та має модульну конструкцію. Це було третє покоління БПЛА на озброєнні британської армії в Королівській артилерії після SD/1 та Canadair Midge. Phoenix малопомітний візуально, а також під час радіолокаційного, інфрачервоного й акустичного стеження. Зберігання та транспортування здійснюються у розібраному вигляді в контейнерах. Апарат оснащений тепловізійною камерою, що має ІЧ-приймач SPRITE (Signal Processing in the Element) з кутом огляду 60 — 40° (працює в діапазоні хвиль 8-14 мкм). До комплектації входить телеоб'єктив зі змінною фокусною відстанню та збільшенням від 2,5 до 10 разів, 16-розрядний процесор, а також передня і задня антени передачі даних, що автоматично перемикаються. Гарантійний термін використання БПЛА 15 років. Посадка здійснюється за допомогою парашута.
БПЛА може використовуватися для коригування артилерійського вогню під час застосування комплексу виявлення та цілевказання BATES (Battlefield Artillery Target Engagement System). Датчики Phoenix надавали зображення безпосередньо до GCS, де їх аналізували та повідомляли в артилерійський штаб, на командний рівень або на командний пункт військ Phoenix. Основним методом зв'язку від GCS до артилерії на землі була система ураження цілей Battlefield (BATES). БПЛА може бути запущений протягом години після повернення на місце запуску. Другий БПЛА можна запустити протягом наступних восьми хвилин, від так, двома БПЛА можна керувати з однієї наземної станції.

## Технічні характеристики
- Розмах крила, 4.20 м
- Довжина літака, 3.40 м
- Висота, 0.86 м
- Маса, 140 кг
- Тип двигуна 1 ПД
- Потужність, 1 х 25 к.с.
- Максимальна швидкість, 185 км/год
- Крейсерська швидкість, 110—155 км/год
- Радіус дії, 50 км
- Тривалість польоту, 4 год
- Максимальна висота, 12750 м
- Корисне навантаження: 45 кг розвідувальної апаратури

## Країни-експлуатанти
- Велика Британія — знято з озброєння у 2006 році.
- Нідерланди — був прийнятий на озброєння сухопутних військ.

## Бойове застосування
Назва Phoenix взята з проєкту Phoenix, дослідження, що проводилося наприкінці 1970-х років після скасування невдалої розробки Westland MRUASTAS замість AN/USD501 Midge. Перший політ БПЛА був здійснений в 1986 році з очікуванням, що БПЛА буде введений в експлуатацію в 1989 році, але проєкт мав численні затримки.
БПЛА застосовувався в ході операції НАТО «Allied Force» в Югославії (при цьому було втрачено два БПЛА «Phoenix»), надалі, з 1999 року застосовувався на території Косово та Македонії британським контингентом Міжнародних сил з підтримки миру в Косові (англ. KFOR). Системою керував 32-й полк королівської артилерії. Всього в Югославії було втрачено 14 БПЛА «Phoenix» британського контингенту.
Під час операції «Свобода Іраку» БПЛА застосовувався британським контингентом з 2003 року. Перший БПЛА цього типу був збитий 26 березня 2003 року в ході вторгнення коаліційних сил до Іраку, лише до кінця 2003 року тут було втрачено 23 БПЛА «Phoenix»
Останній оперативний виліт був здійснений у травні 2006 року, хоча формально його використання було скасовано лише 20 березня 2008 року. У 2002 році був організований міжнародний конкурс під назвою «Вартовий» для системи БПЛА нового покоління. Група під керівництвом Thales Group з Франції виграла змагання наприкінці 2004 року з системою, побудованою на базі тактичного БПЛА Elbit Hermes 180 і Elbit Hermes 450 на витривалість, системи Watchkeeper WK450. Тимчасова система Hermes 450 була введена в дію у 2007 році. 32-й полк королівської артилерії також використовує БПЛА Desert Hawk.

## Музейні екземпляри

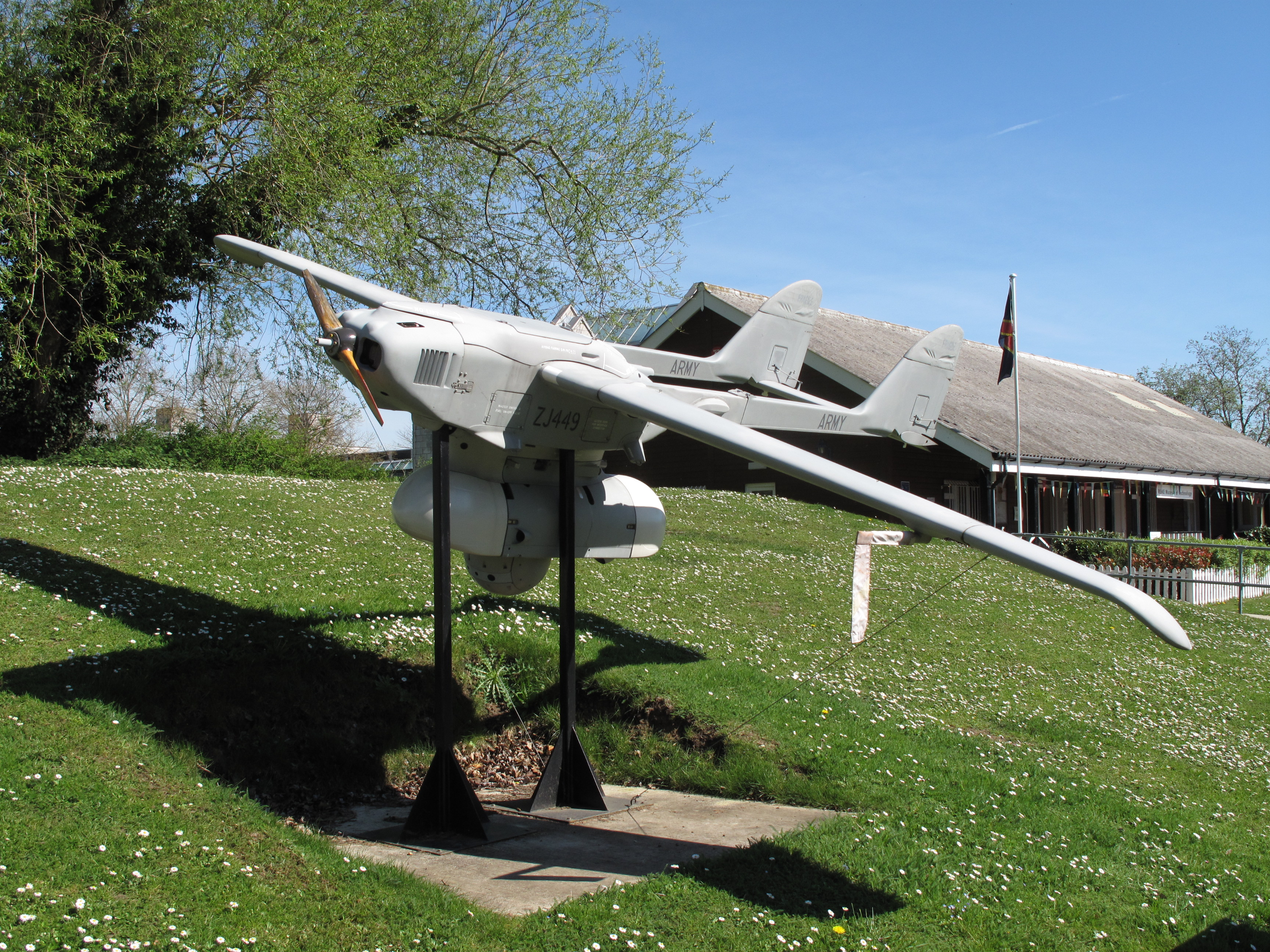
Phoenix у музеї «REME Museum of Technology» (Редінг, Англія)

Один БПЛА знаходиться в експозиції музею «REME Museum of Technology» у місті Редінг.